# Целувката на Диментора
Целувката на диментора представлява най-ужасната съдба, която е възможна в света на Хари Потър. Дименторите си свалят качулката, за да прикрепят челюсти към жертвата, целуват го и така му изсмукват душата, но тя продължава да живее без спомени, надежда и емоции като губи всичко, което е било в нейнотото съзнание без действително да съществува.
В книгата „Хари Потър и затворникът от Азкабан“, когато Хари се опитва да спаси Сириус Блек в езерото на Забранената гора от поне стотина диментори, един диментор си сваля качулката и Хари вижда някакво същество с формата на глава без лице, вместо очи – тънки сбръчкани ципи, опънати върху широки очни ями, само с уста – зинала безформена дупка, която издава мъртвешки хрипове, докато засмуква въздух.